# Кубок Португалії з футболу 2025—2026
Кубок Португалії з футболу 2025–2026 — 86-й розіграш кубкового футбольного турніру в Португалії. Титул захищає Спортінг (Лісабон).

## Календар
| Раунд        | Дата матчів | Матчі | Клуби   |
| ------------ | ----------- | ----- | ------- |
| Перший раунд |             |       | →       |
| Другий раунд |             |       | → 64    |
| 1/32 фіналу  |             | 32    | 64 → 32 |
| 1/16 фіналу  |             | 16    | 32 → 16 |
| 1/8 фіналу   |             | 8     | 16 → 8  |
| 1/4 фіналу   |             | 4     | 8 → 4   |
| 1/2 фіналу   |             | 4     | 4 → 2   |
| Фінал        |             | 1     | 2 → 1   |